# Ожарцы
Ожарцы (бел. Ажарцы) — деревня в Новосёлковском сельсовете Поставского района Витебской области Белоруссии.

## География
Деревня расположена в 17 км от города Поставы и в 17 км от центра сельсовета.

## История
В 1792 году деревня впервые упоминается в метрических книгах Лучайского костела:
«Ожарцы. 29 ноября 1792 года ксендз Иосиф Минницкий окрестил мальчика по имени Адам, сына Константина и Доротеи Вышторттов. Крестные: Андрей Ромбальский и Софья Выштортовна». 
В 1873 году в Маньковичской волости Вилейского уезда Виленской губернии. Деревня насчитывала 42 ревизские души и принадлежала Тизенгаузу.
В 1905 году в деревне насчитывала 140 жителей и 175 десятин земли.
В результате советско-польской войны 1919—1921 гг. деревня оказалась в составе Польши (II Речь Посполитая). Административно деревня входила в Виленское воеводство.
В сентябре 1939 года деревня была присоединена к БССР силами Белорусского фронта РККА.
4 декабря 1939 года деревня вошла в состав Дуниловичского района Вилейской области БССР.
С 15 января 1940 года — в Груздовском сельсовете Поставского района.
В 1946 году — 133 жителя.
С 20 мая 1960 года — в Савичском сельсовете.
В 1963 году — 30 дворов, 101 житель.
С 17 мая 1985 года — в Лукашовском сельсовете.
С 24 августа 1992 года — в Новосёлковском сельсовете.
В 2001 году — 21 двор, 29 жителей, в составе колхоза имени Суворова.